# Capitool van Virginia

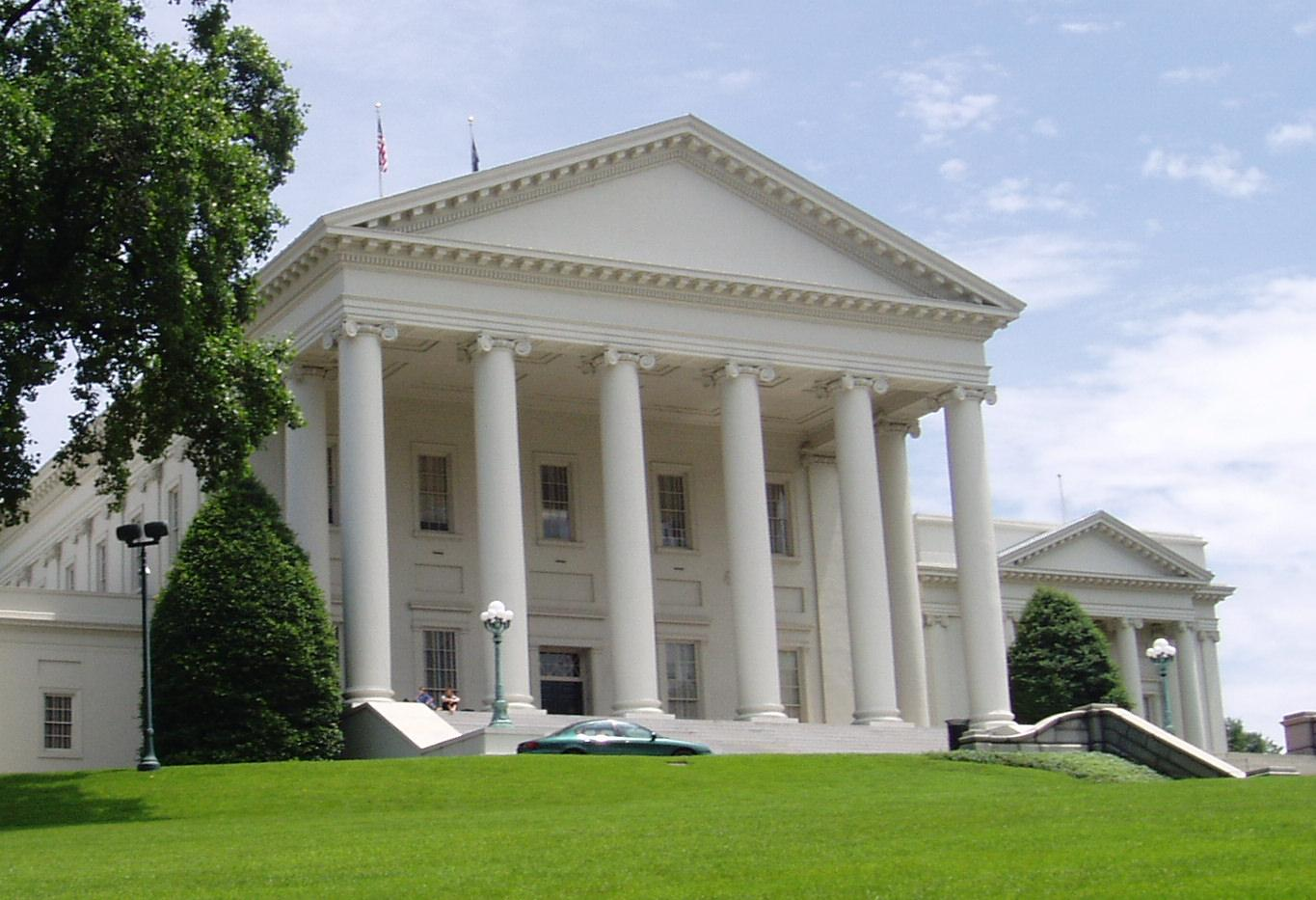
Het Virginia State Capitol

Het Capitool van Virginia (Engels: Virginia State Capitol) staat in Richmond, de hoofdstad van Virginia. Het werd gebouwd in de periode 1785-1792 en is een van de oudste State Capitols van de Verenigde Staten.

## Geschiedenis
Thomas Jefferson, architect en later de derde president van de Verenigde Staten ontwierp het Capitool van Virginia. Hij liet zich inspireren door het Maison Carrée, een Romeinse tempel in Zuid-Frankrijk. Wel koos hij voor Ionische zuilen in plaats van Korinthische. De grondsteen werd op 18 augustus 1785 gelegd door gouverneur Patrick Henry. Het gebouw was in oktober 1792 gereed voor de vergadering van de Senaat en het Huis van Afgevaardigden van het gemenebest van Virginia.
Tijdens de Amerikaanse Burgeroorlog (1861-65) huisvestte het gebouw het Congres van de Geconfedereerde Staten van Amerika. Na de verovering van Richmond door de Unie werd het gebouw gespaard - veel andere gebouwen vielen ten prooi aan de vlammen - en op 3 april 1865 plantte luitenant Johnston de Peyster (1846-1903) de vlag van de Verenigde Staten op het dak van het Capitool. Kort daarna bracht president Abraham Lincoln - een week voor hij werd vermoord - een bezoek aan het Capitool in Richmond.
Na de Amerikaanse Burgeroorlog diende het gebouw wederom als Capitool van Virginia. In 1904 werden aan de oost- en westzijde van het gebouw twee vleugels gebouwd in verband met ruimtegebrek.